# Districte de Rychnov nad Kněžnou
El districte de Rychnov nad Kněžnou - (txec) Okres Rychnov nad Kněžnou - és un districte de la regió de Hradec Králové, a la República Txeca. La capital és Rychnov nad Kněžnou.

## Llista de municipis
Albrechtice nad Orlicí - 
Bačetín - 
Bartošovice v Orlických horách - 
Bílý Újezd - 
Bohdašín - 
Bolehošť - 
Borohrádek - 
Borovnice - 
Bystré - 
Byzhradec - 
Častolovice - 
Čermná nad Orlicí - 
Černíkovice - 
České Meziříčí - 
Čestice - 
Chleny - 
Chlístov - 
Deštné v Orlických horách - 
Dobřany - 
Dobré - 
Dobruška - 
Doudleby nad Orlicí - 
Hřibiny-Ledská - 
Jahodov - 
Janov - 
Javornice - 
Kostelec nad Orlicí - 
Kostelecké Horky - 
Kounov - 
Králova Lhota - 
Krchleby - 
Kvasiny - 
Lhoty u Potštejna - 
Libel - 
Liberk - 
Lično - 
Lípa nad Orlicí - 
Lukavice - 
Lupenice - 
Mokré - 
Nová Ves - 
Očelice - 
Ohnišov - 
Olešnice - 
Olešnice v Orlických horách - 
Opočno - 
Orlické Záhoří - 
Osečnice - 
Pěčín - 
Podbřezí - 
Pohoří - 
Polom - 
Potštejn - 
Přepychy - 
Proruby - 
Říčky v Orlických horách - 
Rohenice - 
Rokytnice v Orlických horách - 
Rybná nad Zdobnicí -
Rychnov nad Kněžnou -
Sedloňov - 
Semechnice - 
Skuhrov nad Bělou - 
Slatina nad Zdobnicí - 
Sněžné - 
Solnice - 
Svídnice - 
Synkov-Slemeno - 
Třebešov - 
Trnov - 
Tutleky - 
Týniště nad Orlicí - 
Val - 
Vamberk - 
Voděrady - 
Vrbice - 
Záměl - 
Žďár nad Orlicí
Zdelov - 
Zdobnice